# 李作榮 (沙隆達)
李作榮（1950年—），出生於湖北沙市。前任中国化工集團公司和中國化工農化總公司聯營公司：湖北沙隆達沙隆達股份有限公司董事長及黨委書記(兼中国化工全資子公司沙隆達集團董事長)。畢業於华东理工大学自动化专业。
在1970年，委任湖北沙隆達沙隆達股份有限公司前身為沙市农药厂所有工作，包括工人、技术员、车间主任、技术科长、设计院院长，直至在1992年在改股份制之時，委任湖北沙隆達股份有限公司工程部部长，之後在委任董事長及黨書記。而值得一提，是李作榮擁有农药技术研究經驗，也是最深入企業範疇最多一環節。

## 相關連結
- 鞏固行業龍頭 再造農化航母——訪湖北沙隆達股份有限公司董事長李作榮 證券之星
- 李作荣——沙隆达集团公司董事长/1966届湖北省沙市中學校友 （页面存档备份，存于）